# In Person (альбом Джиммі Візерспуна)
In Person — концертний альбом американського блюзового співака Джиммі Візерспуна, випущений у 1965 році лейблом Disques Vogue. Став 23-м випуском у серії «10ᵉ Anniversaire Des Disques Vogue».

## Опис
У 1961 році Джиммі Візерспун гастролював в Європі з трубачем Баком Клейтоном. Цей альбом був записаний 22 квітня 1961 року під час концерту в знаменитому клубі L'Olympia в Парижі. Візерспуну акомпанують трубачі Бак Клейтон і Емметт Беррі, тромбоніст Діккі Веллс, альт-саксофоніст Ерл Воррен, тенор-саксофоніст Бадді Тейт, басист Джин Реймі і ударник Олівер Джексон. Візерспун співає такі стандарти як «See See Rider» і «Taint Nobody's Business», «Gee, Baby Ain't It Good to You» Нета Кінг Коула, а також власні пісні.
Альбом вийшов лише в 1965 році на французькому лейблі Disques Vogue і став 23-м випуском у серії «10ᵉ Anniversaire Des Disques Vogue».

## Список композицій
1. «I'll Always Be In Love» (Джиммі Візерспун) — 4:00
2. «Gee, Baby Ain't It Good to You» (Дон Редмен, Енді Разаф) — 3:48
3. «See See Rider» (Ма Рейні) — 4:22
4. «I Make a Lot of Money» (Джиммі Візерспун) — 2:40
5. «Blowin' the Blues» (Джиммі Візерспун) — 3:02
6. «Taint Nobody's Business» (Бессі Сміт) — 4:39
7. «Everything You Do Is Wrong» (Джиммі Візерспун) — 4:43
8. «Roll 'Em Pete» (Піт Джонсон) — 5:58

## Учасники запису
- Джиммі Візерспун — вокал
- Бак Клейтон, Емметт Беррі — труба
- Діккі Веллс — тромбон
- Ерл Воррен — альт-саксофон
- Бадді Тейт — тенор-саксофон
- Джин Реймі — контрабас
- Олівер Джексон — ударні